# Saint-Roch (Indre-et-Loire)
Saint-Roch is een gemeente in het Franse departement Indre-et-Loire (regio Centre-Val de Loire). De plaats maakt deel uit van het arrondissement Tours. Saint-Roch telde op 1 januari 2022 1.335 inwoners.

## Geografie
De oppervlakte van Saint-Roch bedroeg op 1 januari 2022 4,75 vierkante kilometer; de bevolkingsdichtheid was toen 281,1 inwoners per km².

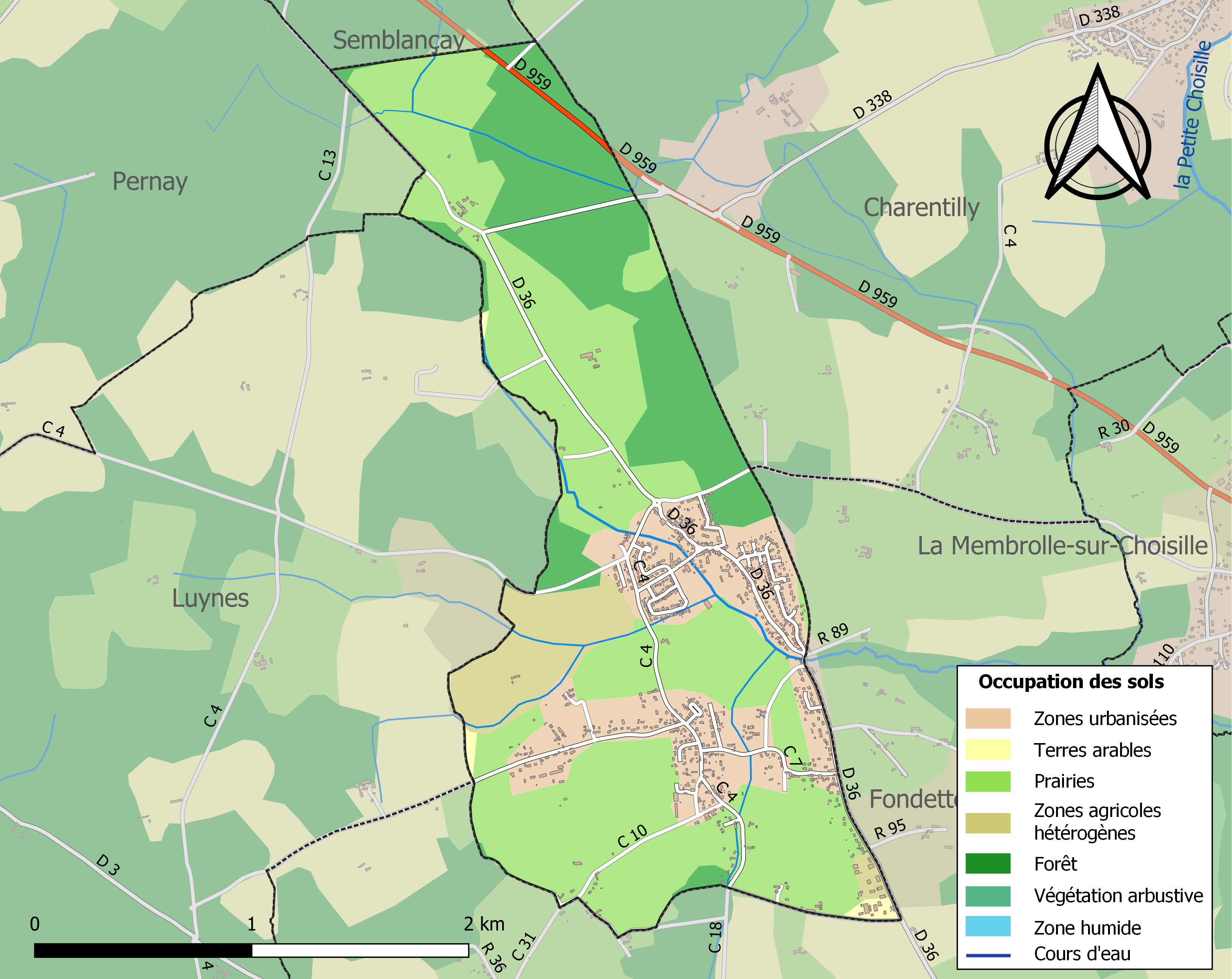
Kaart van de gemeente met de belangrijkste infrastructuur, bodemgebruik en omliggende gemeenten

## Demografie
Onderstaande figuur toont het verloop van het inwonertal (bron: INSEE-tellingen).